# Tony Tebby
Tony Tebby je bio dizajner izvornog OS-a za osobno računalo Sinclair QL, QDOS. Razvio ga je dok je radio u Sinclair Researchu ranih 1980-ih. Sinclair Research je napustio 1984. godine prosvjedujući tako jer je protiv toga što je tvrtka prijevremeno pustila QL na tržište. Formirao je tvrtku QJUMP Ltd. koja se specijalizirala za bavljenje sistemskim softverom i raznim pomoćnim programskim dodatcima za QL. Sjedište te tvrtke je bilo u Engleskoj, u Ramptonu.
Prije toga je radio u Philipsovim istraživačkim laboratorijima u Redhillu gdje je radio na obradi slike u realnom vremenu, pri čemu se više služio elektroničkim sklopovljem nego softverom. U ono je vrijeme softver bio više kao batch program na PRL-ovo središnje računalo ili, za Commodore PET unutar laboratorija u odjelu.
Među softver koje je razvio QJUMP bio je SuperToolkit II, zbirka ekstenzija za Qdos i SuperBASIC; Qdos-ov pogonitelj za disketni pogon koji je de facto postao standardom za različita sučelja trećih osoba za diskovne pogone, a prodavane za QL; QJUMP Pointer Environment, koji je primitivne prozorske prikaze za Qdos primicao nečemu što je bilo potpuno grafičko korisničko sučelje. Tebby je dobio i zadaću napisati Qdos-oliki operacijski sustav za Atari ST; zvao se SMS2.
Poslije je otišao u Francusku u Le Grand-Pressigny. Nastavio je s radom za QL-ove korisnike. U prvoj polovici 1990-ih je razvijao operacijski sustav SMSQ koji je bio kompatibilan s Qdos-om, a temeljio se na SMS2. To je radio za QXL Miracle Systemsa, QL-ovske emulacijske kartice za PC-e. Poboljšanu inačica SMSQ-a se prenijelo u Atari ST i različite QL-ove emulatore. Nosila je ime SMSQ/E. Radio je i na Stelli, operacijskom sustavu koji je bio ugrađen [nedostaje izvor] u mikroprocesore Motoroline serije Motorola 68000 i u procesorima Coldfire.